# Bütyköshangya-rokonúak

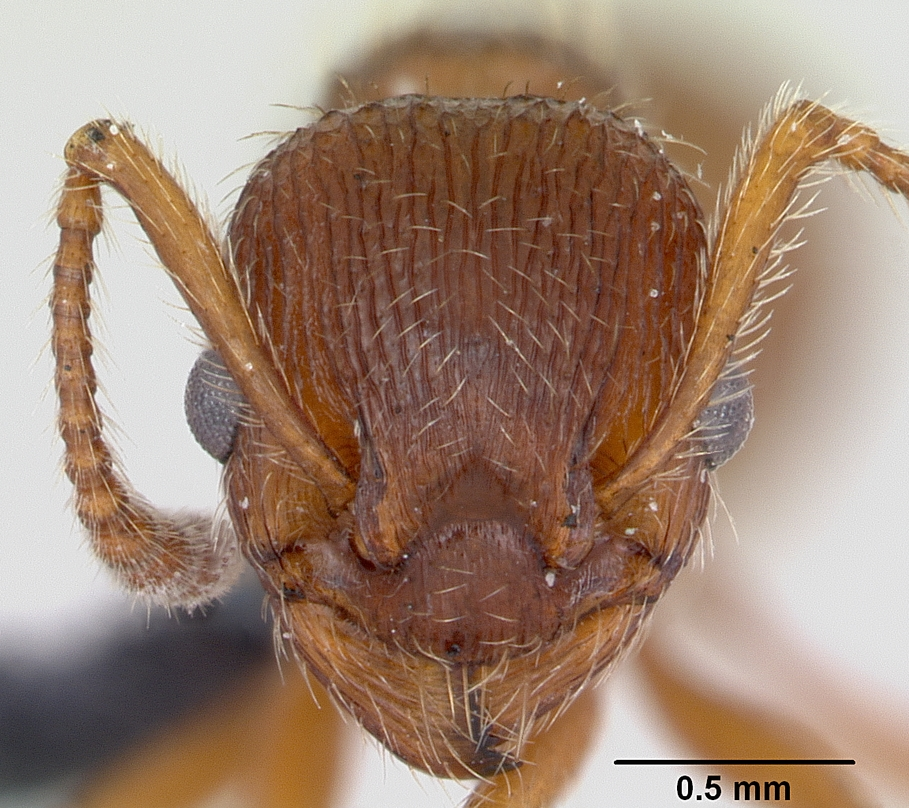
Mocsári bütyköshangya (Myrmica gallieni) feje elölnézetben

A  bütyköshangya-rokonúak (Myrmicini) a hártyásszárnyúak (Hymenoptera) rendjében a fullánkosdarázs-alkatúak (Apocrita) alrendjébe sorolt hangyák (Formicidae) között a bütyköshangyaformák (Myrmicinae)alcsalád egyik nemzetsége két recens és két kihalt nemmel.

## Származásuk, elterjedésük
Kozmopolita nemzetség, amelynek 16 faja (egy csomós- és 15 bütyköshangyafaj) Magyarországon is honos.

## Megjelenésük, felépítésük
Fullánkosak; a hazai hangyafajok közül az egyik legerősebb a közönséges bütyköshangya (Myrmica rubra) mérge; az emberre azonban ez se veszélyes.

## Rendszertani felosztásuk a Magyarországon honos, illetve ismertebb fajokkal
- csomóshangya (Manica)
  - közönséges csomóshangya (Manica rubra)

- bütyköshangya (Myrmica)
  - homoki bütyköshangya (Myrmica constricta)
  - sziki bütyköshangya (Myrmica curvithorax)
  - sztyeppi bütyköshangya (Myrmica deplanata)
  - mocsári bütyköshangya (Myrmica gallieni)
  - élősdi bütyköshangya (Myrmica karavajevi)
  - hegyi bütyköshangya (Myrmica lobicornis)
  - sziklai bütyköshangya (Myrmica lonae)
  - közönséges bütyköshangya (Myrmica rubra)
  - erdei bütyköshangya (Myrmica ruginodis)
  - karcsú bütyköshangya (Myrmica rugulosa)
  - gyakori bütyköshangya (Myrmica sabuleti)
  - réti bütyköshangya (Myrmica scabrinodis)
  - kétszínű bütyköshangya (Myrmica schencki)
  - pusztai bütyköshangya (Myrmica specioides)
  - északi bütyköshangya (Myrmica vandeli)

Ismertebb, hazánkban nem élő faj:
- törpe bütyköshangya (Myrmica microrubra)